# Hans Larive
Etienne Henri (Hans) Larive (Singapore, 23 september 1915 – Den Haag, 28 december 1984) was een Nederlands marineofficier gedurende de Tweede Wereldoorlog. Hij ontsnapte uit Oflag IV C en bereikte Engeland.

## Opleiding
Hans Larive ging in 1934 naar het Koninklijk Instituut voor de Marine (KIM), waar hij in 1937 afstudeerde.

## Oorlogsjaren
In mei 1940, maar een paar dagen voordat de Duitsers Nederland aanvielen, kwam hij aan boord van de torpedobootjager Hr. Ms. Van Galen terug van zijn missie in Nederlands-Indië, waarop hij diende als wachtsofficier. Toen de oorlog uitbrak kreeg de Van Galen opdracht om Duitse parachutisten te bombarderen die rond Rotterdam en vliegveld Waalhaven waren geland. Om dit te doen moest de Van Galen de Nieuwe Waterweg opvaren, die erg nauw was en gedeeltelijk van mijnen was voorzien. Hier werden zij aangevallen door Duitse Stuka’s. Nadat het schip onbruikbaar was geworden werd het op 10 mei door de eigen bemanning tot zinken gebracht. Larive onderscheidde zichzelf tijdens deze aanvallen door het schip rustig door het nauwe kanaal te sturen.

### Krijgsgevangenschap
Na de Nederlandse capitulatie werd alle Nederlandse officieren gevraagd de erewoordverklaring te tekenen, waarin zij beloofden de bezetter op geen enkele manier lastig of aan te vallen. Samen met 60 andere officieren weigerde Larive dit te doen. Vervolgens werden zij allen naar krijgsgevangenkampen in Duitsland gebracht.
Oflag VI A
Hun eerste kamp was Oflag VI A in Soest in Duitsland. Hier deed Larive in oktober 1940 zijn eerste ontsnappingspoging. Deze poging bracht hem dicht bij de Zwitserse grens, waar hij uiteindelijk door de politie werd gearresteerd. Duitsland was nog steeds aan de winnende hand en de Gestapo-officier die hem ondervroeg liet hem zien, in de overtuiging dat Duitsland de oorlog zou winnen, waar hij de fout was ingegaan en wat Larive anders had moeten doen om wel te kunnen ontsnappen door de Zwitserse grens. Larive onthield de informatie goed en dankzij de tips van de arrogante Gestapo-officier wisten vele Britse en Nederlandse gevangen langs deze route te ontsnappen.
Oflag VIII C en Oflag IV C
Na deze ontsnapping van Larive werden alle Nederlandse krijgsgevangen verplaatst naar Oflag VIII C vlak bij Juliusburg en na een succesvolle ontsnapping van twee Nederlandse officieren werden zij allen in juli 1941 verplaatst naar een extra streng beveiligd kamp, Oflag IV C te Colditz.

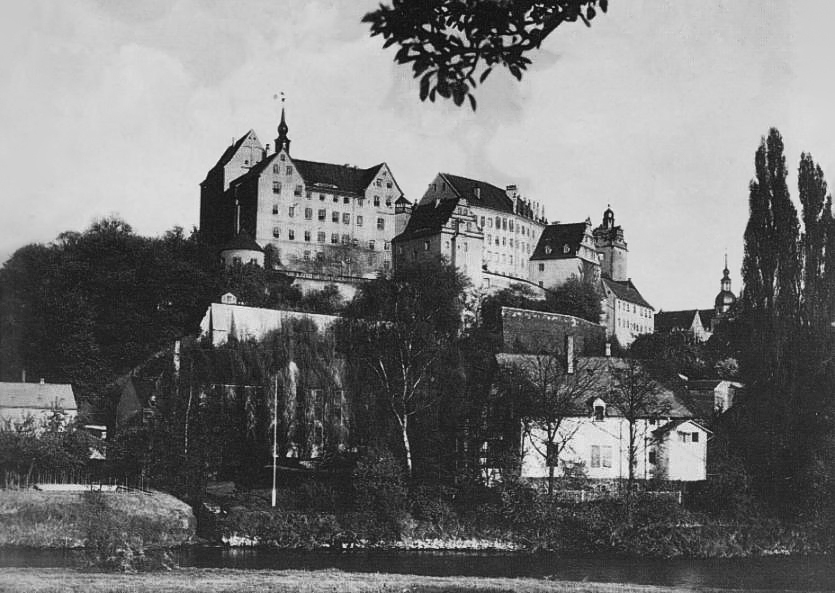
Kasteel Colditz, gevangenis (1945)

In Colditz werden alle Nederlandse ontsnappingen gecoördineerd door de Nederlandse kapitein Machiel van den Heuvel, ook wel bekend bij de Britten als "Vandy". Van den Heuvel herkende snel de ontsnappingsmogelijkheden van het park bij het kasteel en had zijn eerste ontsnappingsplan al klaar. Op 15 augustus 1941 ontsnapte Larive samen met Luitenant-ter-zee 2e klasse Francis Steinmetz. Tijdens een wandeling verstopten de twee zich in een mangat in het park. Luitenant Gerrit Dames creëerde een afleiding door een gat in het prikkeldraad te knippen en toen hij werd ontdekt schreeuwde hij naar niet bestaande ontsnapte gevangenen om hard weg te rennen, zodat de Duitsers dachten dat er verscheidene officieren waren ontsnapt. In de tussentijd zaten Larive en Steinmetz nog steeds in het mangat verstopt. Nadat het donker was geworden kwamen zij uit het mangat, plaatsten het originele slot weer terug en maakten vervolgens dat zij weg kwamen uit het kasteel.

### Engelandvaart
Bij Leisnig namen zij de trein naar Neurenberg, waar zij moesten overstappen op een andere trein. Zij doodden de tijd in het park. Hier zaten enkele koppeltjes te vozen en om niet op te vallen deden ook zij zich voor als een koppel die aan het zoenen waren. Steinmetz trok een deken over zijn broek zodat het op een rok leek. Na deze nacht hadden beide mannen medelijden met vrouwen die met ongeschoren mannen moesten zoenen. De volgende dag wisten zij bij Gottmadingen de Zwitserse grens te bereiken.

Via Zwitserland en Spanje arriveerden Larive en Steinmetz op 4 november in Gibraltar. Zij voeren vervolgens naar Londen aan boord van de onderzeeboot Hr. Ms. O 21 en arriveerden daar op 7 december 1941. Larive verzocht daar om bij de Nederlandse Motor Torpedo Boot (MTB) brigade gevoegd te worden. Gedurende de volgende twee jaar bleef hij Senior officier voor de Nederlandse MTB-brigade, waar hij zich bij diverse missies wist te onderscheiden. De Nederlandse MTB-brigade werd in 1944 opgeheven omdat de manschappen nodig waren voor zogeheten 'Port Parties'.

## Na de oorlog
Larive werd hoofd van de Marine Voorlichting Dienst, een positie die hij tot het einde van zijn diensttijd behield. Na zijn marineperiode ging hij aan de slag bij Shell, waar hij verschillende posities bekleedde. Tussentijds was hij bijna een vol jaar lang directeur van de KLM, nadat de luchtvaartmaatschappij in ernstige financiële problemen was geraakt (1963).
In 1950 publiceerde hij zijn oorlogsherinneringen onder de titel 'Vannacht varen de Hollanders', in 1975 vertaald in het Engels onder de titel: 'The Man who came in from Colditz'.
Hans Larive overleed in 1984 te Den Haag op 69-jarige leeftijd.

## Rangen
Bron: netherlandsnavy.nl
- Luitenant ter zee der derde klasse (LTZ3) 13 augustus 1937
- Luitenant ter zee der tweede klasse (LTZ 2) 13 augustus 1939
- Luitenant ter zee der eerste klasse (LTZ 1) 2 september 1942
- Uit de Koninklijke Marine op 1 juli 1946

## Onderscheidingen

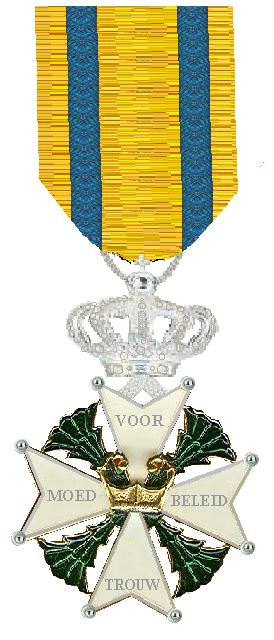
Ridder in de Militaire Willems-Orde op 23 juli 1947
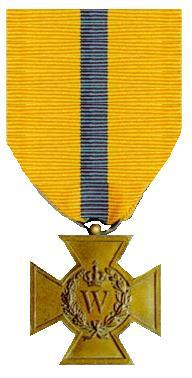
Bronzen Kruis op 2 september 1942[4] en op 13 juli 1944[1] - 6 augustus 1946
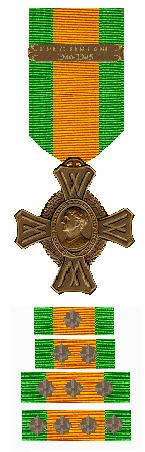
Oorlogsherinneringskruis met drie gespen

- Orde van Oranje-Nassau, Ridder 4e klas (ON.4)
- Mentioned in Despatches (MID)
- Distinguished Service Cross op 8 september 1942 en gesp op 27 januari 1944[1]

- International Standard Name Identifier: 0000 0003 9150 1769
- Nederlandse Thesaurus van Auteursnamen: 070761094
- Virtual International Authority File: 285317617
- WorldCat: E39PBJfGYbtxvvxp3Rd8yhbcfq